# Palazzi di Dorsoduro
Lista dei palazzi del sestiere di Dorsoduro a Venezia con una certa importanza storica e/o architettonica.

## Lista

### Dorsoduro

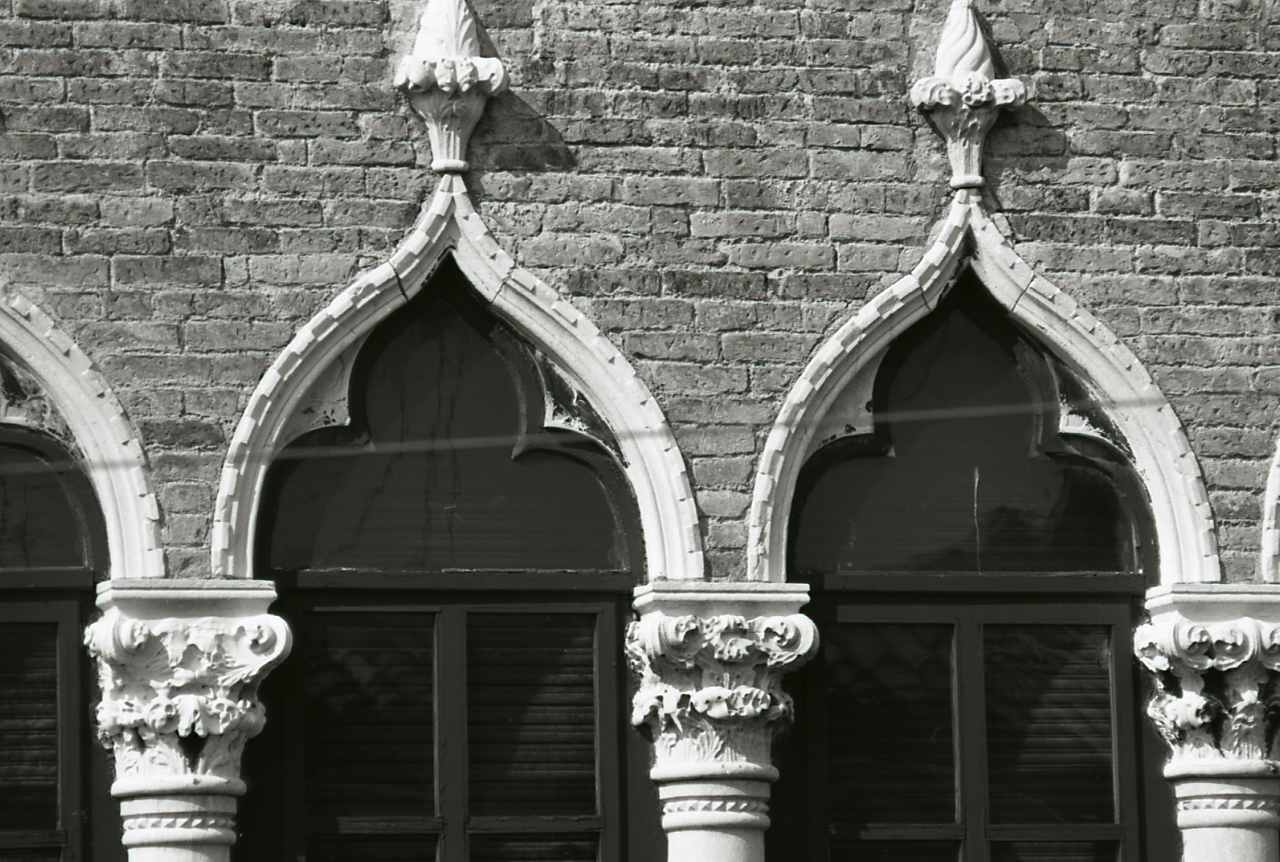
Ca' Bottacin, particolare della facciata. Foto di Paolo Monti, 1969

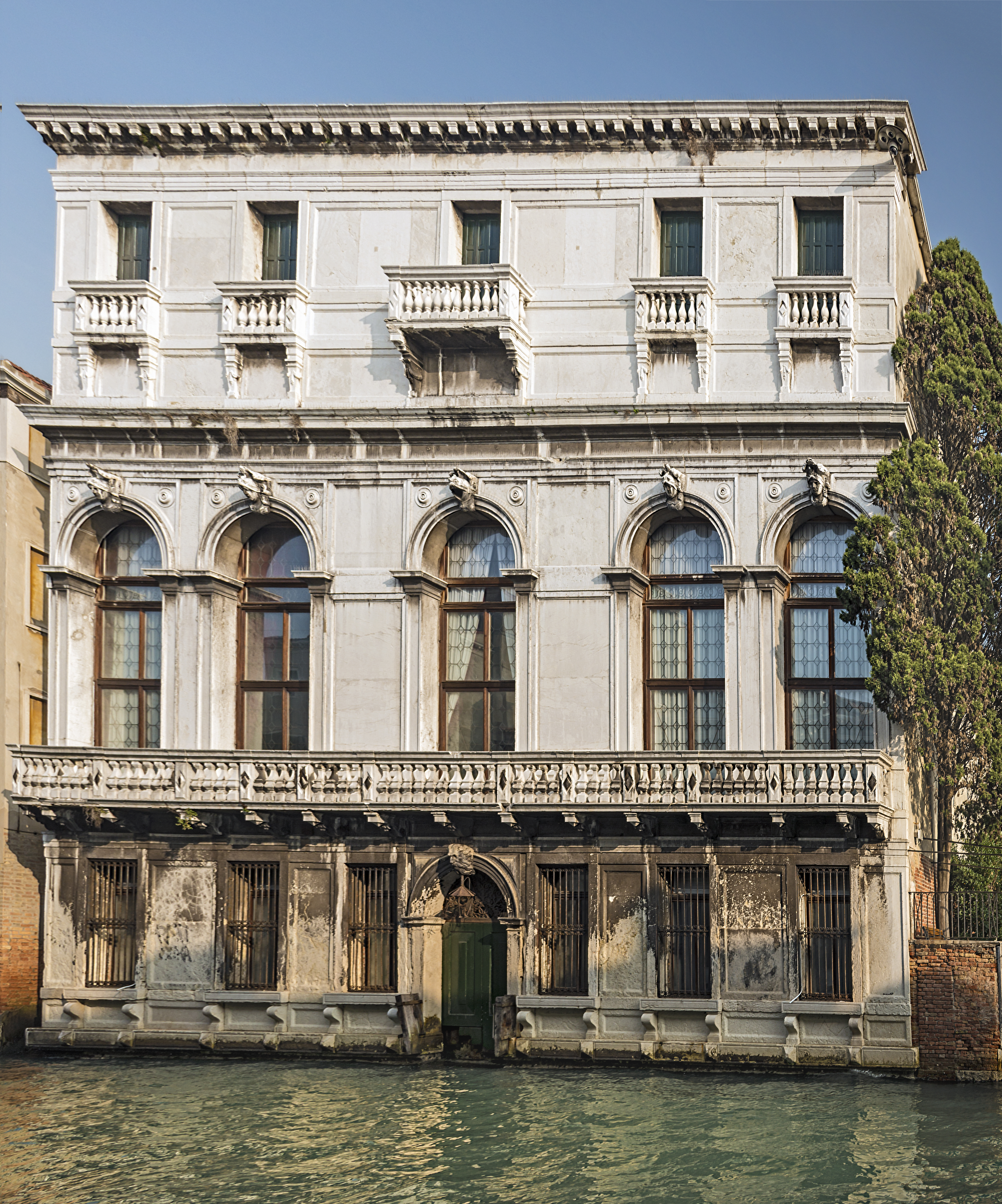
Ca' Dolfin

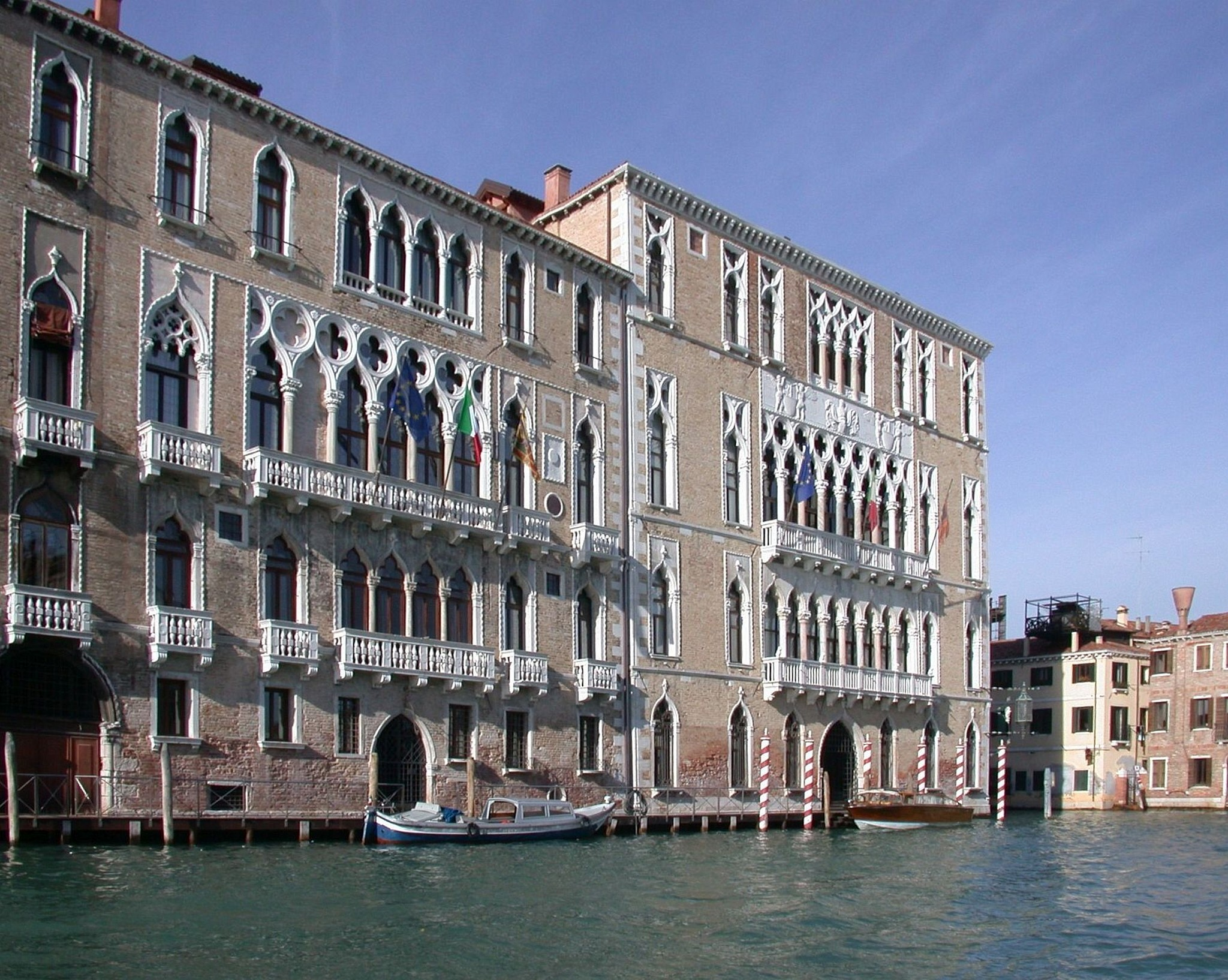
Parte di Palazzo Giustinian e, sulla destra, Ca' Foscari

Nome, Numero Anagrafico ed eventuale altra denominazione:
- Ca' Bembo (N.A. 1075)[1][2] o Palazzo Sangiantoffetti[3][2] o Palazzo Marcello Sangiantoffetti[4][5]
- Ca' Bernardo (N.A. 3199)[1] o Palazzo Giustinian Bernardo[4][3][6][7]
- Ca' Biondetti (N.A. 714-715)[4][6] o Casa Biondetti[7]
- Ca' Bottacin (N.A. 3911)[1] o Ca' Foscarini della Frescada[8] o Palazzo Corner Dalla Frescada Loredan[4] o Palazzo Corner Della Frescada Loredan[9]o Palazzo Dalla Frescada[3]

- Ca' Dolfin (N.A. 3825e/3833)[4][1] o Palazzo Secco Dolfin[3] o Palazzo Dolfin[10]

- Ca' Foscari (N.A. 3246)[1][4][3][6][11][12][13][2][14] o Palazzo Foscari[10][15][7][9][16]
- Ca' Giustinian Recanati (N.A. 1012)[17] o Palazzo Basadonna Giustinian Recanati[4][9] o Palazzo Giustinian Recanati[3]
- Ca' Masieri (N.A. 3900)[18]
- Ca' Pisani (N.A. 979)[19]o Palazzo Pisani[4]
- Ca' Rezzonico (N.A. 3136)[4][3][11][12][13][2][20][14][5] o Palazzo Rezzonico[6][10][15] o Palazzo Bon Rezzonico[7]
- Ca' Zenobio degli Armeni (N.A. 2593-2596)[16] o Palazzo Zenobio[10][4][3][15][2]
- Casa Angaran (N.A. 3718)[3]
- Casa Busetto (N.A. 1414-1415)[4]
- Casa Cicogna (N.A. 401)[4] o Casa alle Zattere[2]
- Casa Dal Maschio (N.A. 1485a-b)[4]
- Casa Mainella (N.A. 1259)[3][7] o Casa Mainetta[6] Palazzina Marioni[4]

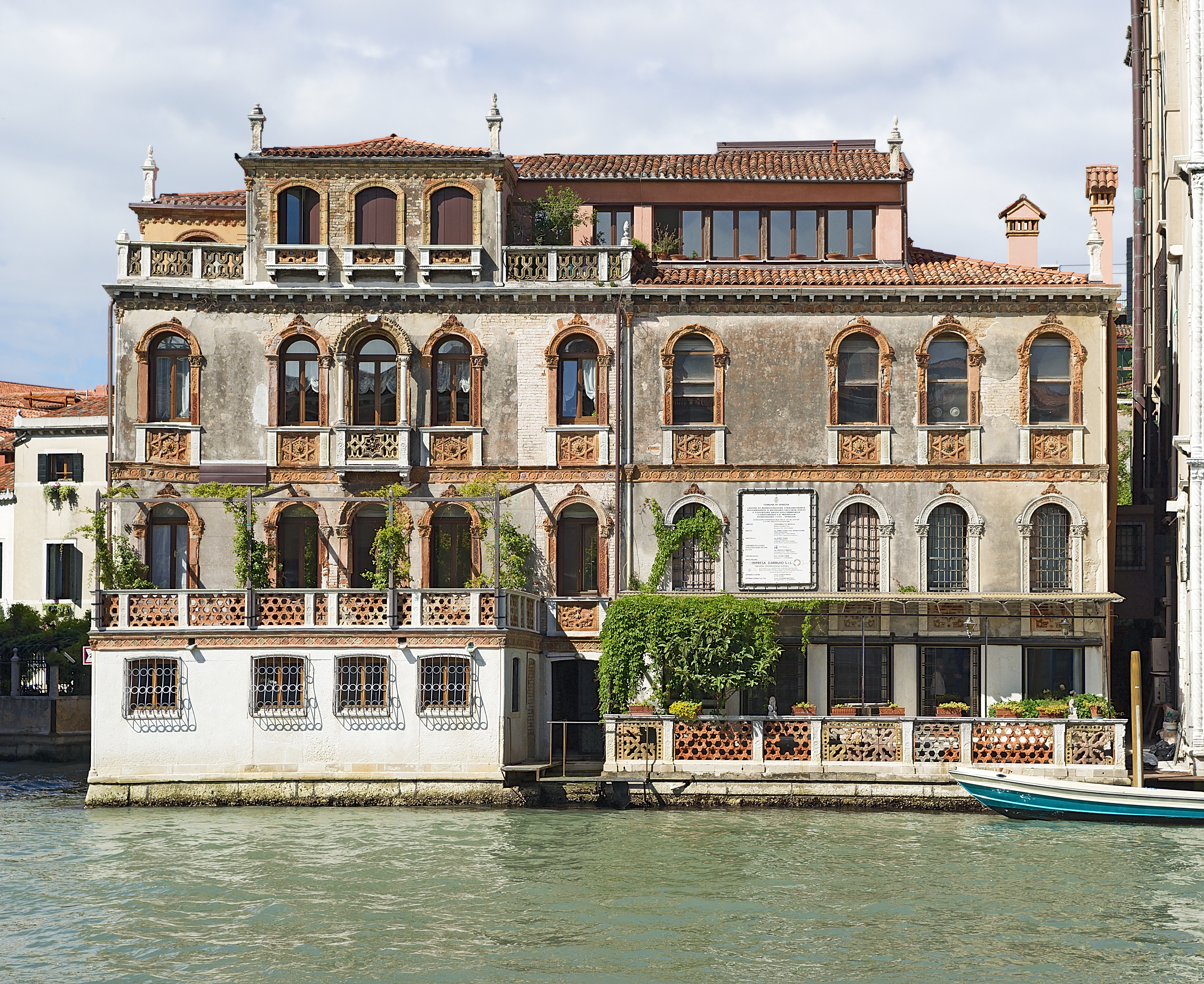
Casa Mainella

- Casa Santomaso (N.A. 180)[4][7]
- Casa Scarpa (N.A. 1385-88)[4]
- Casa Torres (N.A. 3544)[4][3]
- Casa Vianello (N.A. 1413)[4]
- Casin dei Nobili (N.A. 2762-2768)[4]
- Dogana da Mar (N.A. 2-7)[3][16][6][7][2][14] o Punta della Dogana[4]
- Ex Cotonificio veneziano (N.A. 2196)[16][18] o Ex Cotonificio[4]
- Magazzini del Sale (N.A. 258-266)[4][21] o Magazzini al Sal[7] o Saloni[3][2]
- Ex Ospedale degli Incurabili (N.A. 423)[4][3][2][22]
- Ex Ospizio dei Catecumeni (N.A. 108)[4][3]
- Ex Ospizio del Soccorso (N.A. 2591)[4]
- Ex Ospizio della Maddalena (N.A. 1709-1710)[4]
- Ex Ospizio Scrovegni (N.A. 3034-3036/a )
- Palazzo Angaran (Venezia) (N.A. 2534-2536)[4] (N.A. 2534-2536)[4]
- Palazzo Ariani (N.A. 2376)[23][24] o Palazzo Arian[3][10] o Palazzo Ariani Cicogna[4] o Palazzo Ariani Minotto Cicogna[9]
- Palazzetto dell'Avogaria (N.A. 1590-1591)[4]
- Palazzo Balbi (N.A. 3901)[4][6][13][15][7][12][11][3][10][9][25][2][14]
- Palazzo Balbi Valier (N.A. 866)[4][3][15] o Palazzo Balbi Valier Sammartini[9] o Palazzo Molin Balbi Valier[6] o Palazzo Molin Balbi Valier della Trezza[7]
- Palazzo Barbarigo (N.A. 730)[4][3][7][6][2][14]
- Palazzo Barbarigo Nani Mocenigo (N.A. 960-961)[4][9] o Palazzo Nani[3][2] o Palazzo Nani Mocenigo[15]
- Palazzo Barbaro Wolkoff (N.A. 351)[4][6] o Palazzo Barbaro[3][7]
- Palazzo Bernardo Nani (N.A. 3197)[3][6][7][2] o Palazzo Nani Bernardo[5] o Palazzo Bernardo Nani Lucheschi[4]
- Palazzo Bollani (N.A. 1073)[9][26]o Palazzo Bolani[4][3]
- Palazzo Brandolin Rota (N.A. 878)[3][6][7] o Palazzo Rota Brandolin[4][9] o Palazzo Rota[2]
- Palazzina Briati (N.A. 2530)[1] o Casa Lorenzi[4]
- Palazzo Canal (N.A. 3121)[4]
- Palazzo Caotorta Angaran (N.A. 3903)[4][3][6][7]
- Palazzo Centani Morosini (N.A. 724)[4][6] o Palazzo Centani[3][2] o Casa Centani[7]
- Palazzo Cini (N.A. 864)[27][16][2] o Palazzo Valmarana Cini[5] ; comprende il Palazzo Loredan (N.A. 732) per[3], mentre è parte di Palazzo Loredan Cini per[4][7][6]
- Palazzo Clary (N.A. 1397)[3][9][28]o Palazzo Priuli Bon Clery[4]
- Palazzo Contarini Dal Zaffo (N.A. 875)[4][3][7][6][13][2] o Palazzo Contarini Polignac Dal Zaffo[11] o Palazzo Contarini dal Zaffo poi Manzoni[15] o Palazzo Contarini Polignac[9]
- Palazzi Contarini degli Scrigni e Corfù (N.A. 1057)[7] o Palazzo Contarini degli Scrigni[4][3][2] o Palazzo Contarini degli Scrigni e Corfù[11][14] o Palazzo Contarini Corfù e degli Scrigni[6] o Palazzo Contarini dai Scrigni[15]; vanno distinti il Palazzo Contarini degli Scrigni ed il Palazzo Contarini Corfù per[9]
- Palazzo Contarini Michiel (N.A. 2794)[4][7][6][9][3][2]
- Palazzetto Costantini (N.A. 70)[4]
- Palazzo Da Mula Morosini (N.A. 725)[4][6][5] o Palazzo Da Mula[3][7][2]

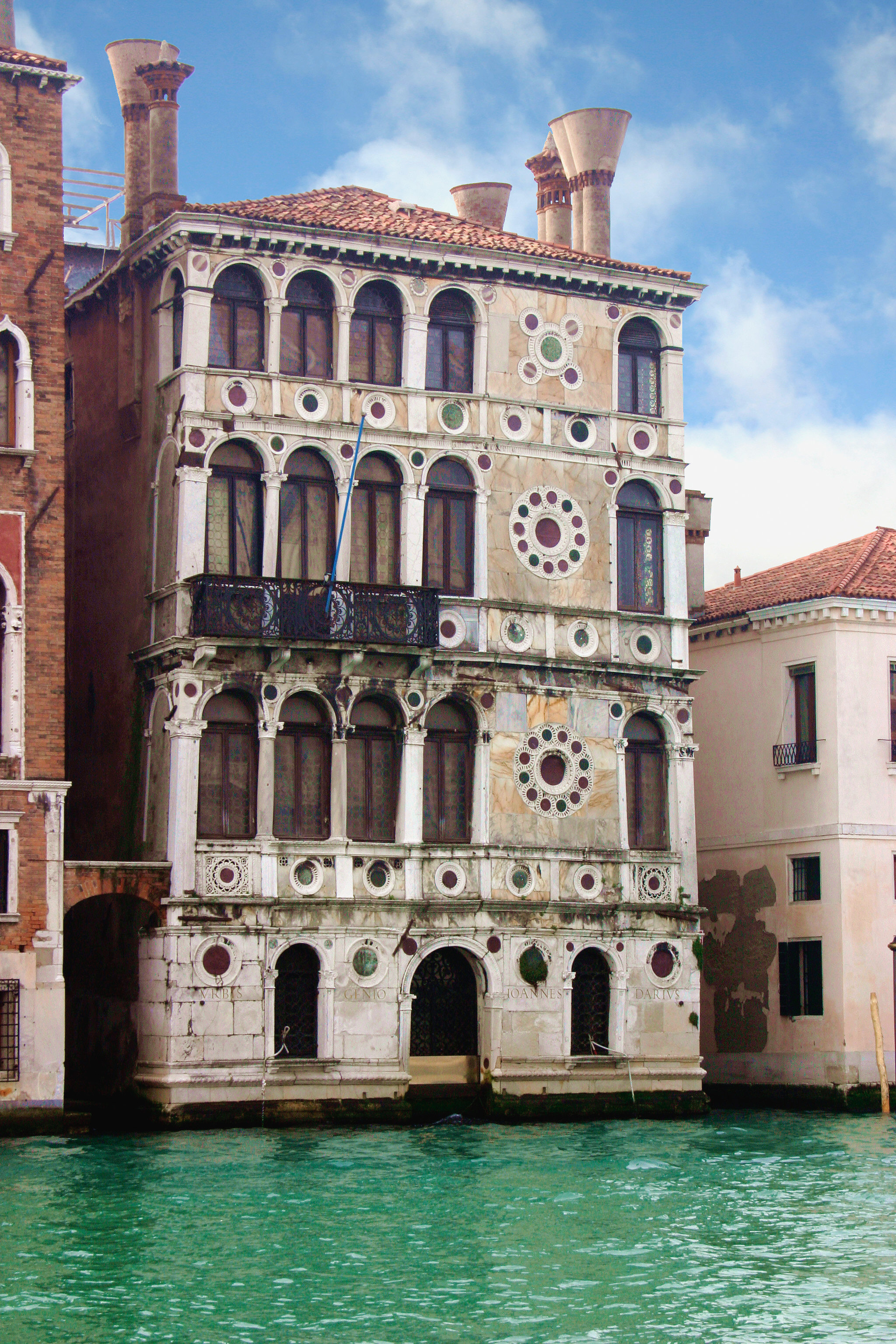
Palazzo Dario

- Palazzo Dario (N.A. 352)[7][3][12][15][16][2][5] o Ca' Dario[4][6][11][13][14]
- Palazzo Foscari (N.A. 558)[9]
- Palazzo Foscarini (N.A. 3463-3464)[4][3][9][10][2]
- Palazzo Foscolo (N.A. 3393)[4]
- Palazzetto Foscolo Corner (N.A. 2927)[4][3][2]
- Palazzo Gabrielli Dolfin (N.A. 3593/3612)[4] o Palazzo Gabrieli Dolfin Stivanelli Gussoni[5]
- Palazzo Genovese (N.A. 173)[4][3][6][2] o Casa Genovese[7]
- Palazzo Giustinian (N.A. 3228-3232)[4][6][9][11][13][14] o Palazzi Giustinian[3][7][15][12][2]
- Palazzo Giustinian Recanati (N.A. 1402)[4][3][2] o Palazzo Giustinian[5]
- Palazzo Loredan (N.A. 732)[27]; è parte di Palazzo Cini per[3] e di Palazzo Loredan Cini per[4][7][6]
- Palazzo Loredan dell'Ambasciatore (N.A. 1262a)[4][3][11][12][7][6][9][14] o Palazzo Loredan[2]
- Palazzo Maravegia (N.A. 1071)[4]
- Palazzo Marcorà (N.A. 3448-3449)[4]
- Palazzo Minotto (N.A. 2365)[3]
- Palazzo Mocenigo Gambara (N.A. 1056)[4][7][6][5] o Palazzo Gambara[3][2]
- Palazzo Molin a San Basegio (N.A. 1512-1522)[4][3]

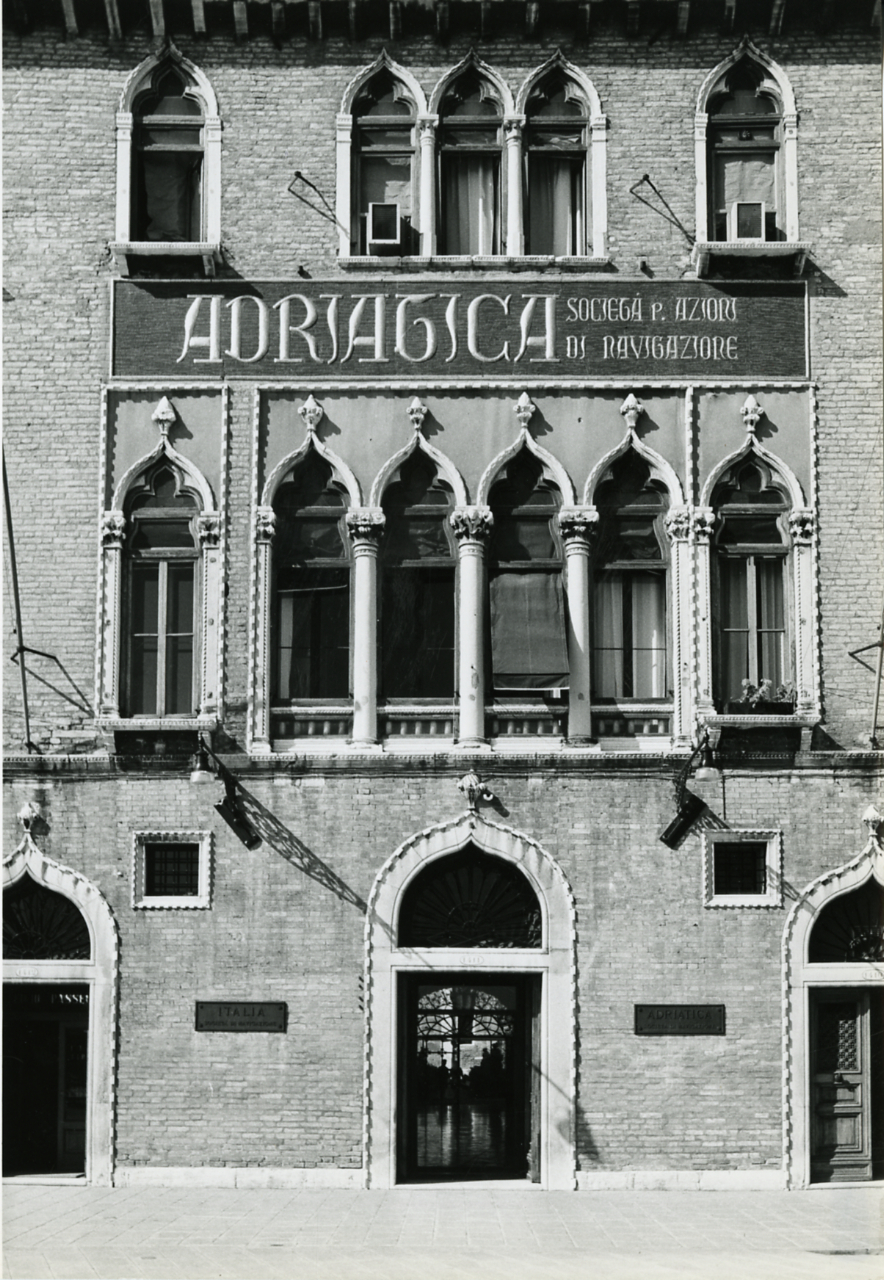
Palazzo Molin agli Ognissanti detto "dell'Adriatica". Foto di Paolo Monti, 1969.

- Palazzo Molin agli Ognissanti (N.A. 1410-1412)[4][3]
- Palazzo Moro Barbini (N.A. 1263a)[4][3][7][6][2][5]
- Palazzetto Nani Mocenigo (N.A. 178)[4][7]
- Palazzo Orio Semitecolo Benzon (N.A. 187)[6][7] o Palazzo Orio Semitecolo Benzoni[4] o Palazzo Benzon, già Orio Semitecolo[3] o Palazzo Orio Semitecolo[5]
- Palazzo Paruta (N.A. 3721-3725)[4]
- Palazzo Querini a San Barnaba (N.A. 2691)[4]
- Palazzo Querini alla Carità (N.A. 1051)[7][3][29]o Palazzo Querini Vianello[4][6]
- Palazzo Salviati (N.A. 195)[4][3][6] o Casa Salviati[7]

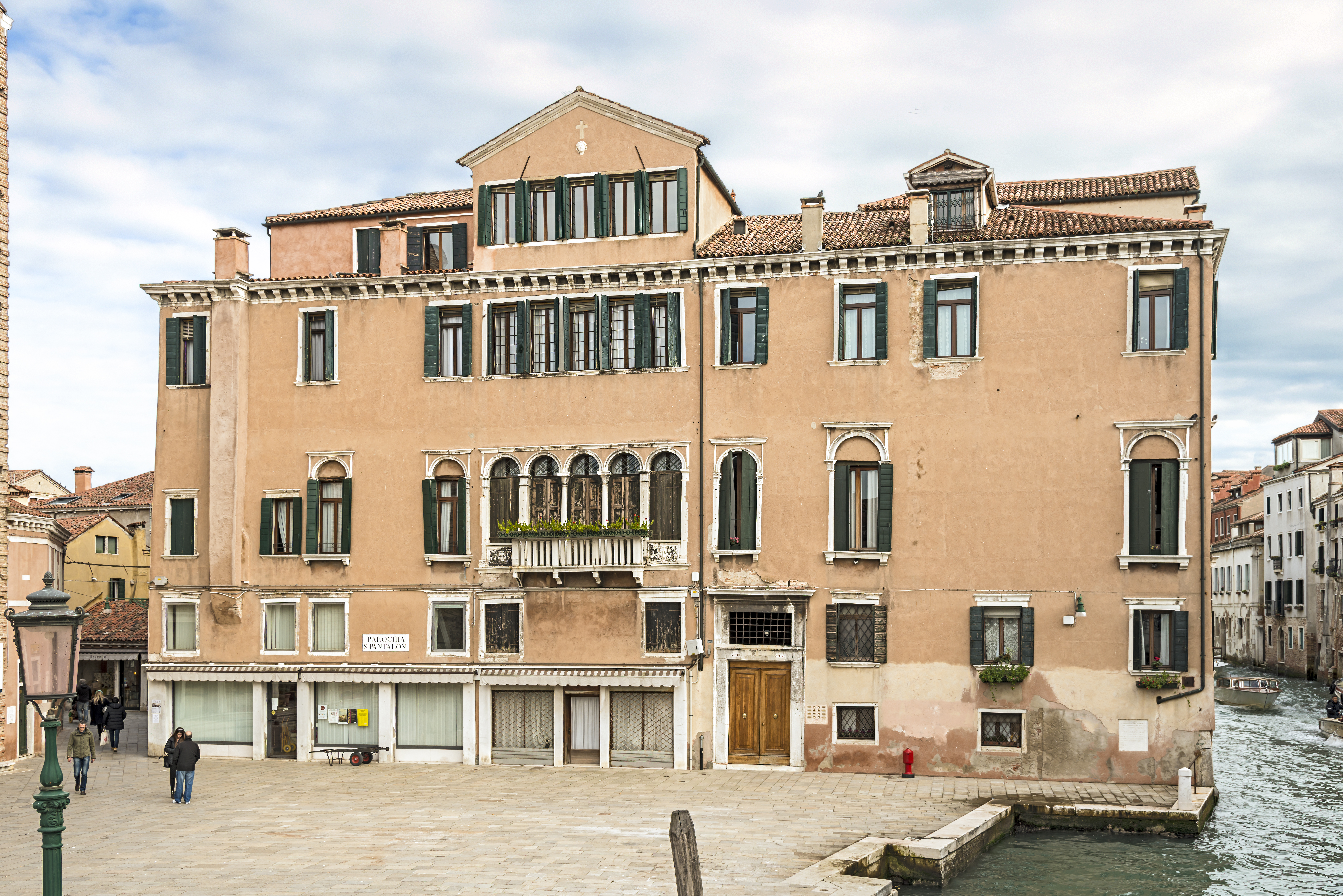
Palazzo Signolo

- Palazzo Signolo (N.A. 3708)[3] o Palazzo Loredan[9]
- Palazzetto Soranzo (N.A. 2822-2824)[4]
- Palazzetto Stern (N.A. 2792b)[4][3][6][7][2]
- Palazzo Surian (N.A. 3552)[4][3][9]
- Palazzetto Tito (N.A. 2826)[30][16] o Casa Tito[4]
- Palazzetto Torni (N.A. 3042-3043)[4]
- Palazzo Trevisan degli Ulivi (N.A. 810)[31][9] o Palazzo Trevisan[4]
- Palazzo Vendramin (N.A. 3462)[4][1][16][5]
- Palazzetto Venier (N.A. 1844-1845)[4]
- Palazzo Venier dei Leoni (N.A. 701, sede della Peggy Guggenheim collection)[4][3][7][6][13][32][2][16][14][5] o Palazzo Venier dai Leoni[10]
- Scuola degli Acquaroli (N.A. 1527a)[33][3]
- Scuola dei Compra-Vendi Pesce (N.A. 2609-2610)[33]
- Scuola dei Luganegheri (N.A. 1473)[33][3] o Scuola di Sant'Antonio Abate, dell'Arte dei Luganegheri[4]
- Scuola dei Varoteri (N.A. 3020-3022)[33][3] o Scuola dei Varotteri[34]o Scuola di Santa Maria della Visitazione, dell'Arte dei Varoteri[4]
- Scuola del Santissimo Sacramento in Parrocchia di San Pantalon e San Tomà (N.A. )[33]
- Scuola della Dottrina Cristiana (N.A. 51)[4][33][3]
- Scuola dello Spirito Santo (N.A. 399)[33][3][4]
- Scuola di San Gregorio (N.A. 170)[4]
- Scuola di San Nicolò dei Mercanti (N.A. 2618)[33]
- Scuola di San Sebastiano (N.A. )[33][3]
- Scuola di Santa Margherita (N.A. 3429-3430)[33]
- Scuola di Sant'Alberto (N.A. 2621)[33]
- Scuola Grande dei Carmini (N.A. 2617)[3][4][16][2] o Scuola Grande di Santa Maria dei Carmini[33] o Scuola dei Carmini[34]
- Scuola Grande di Santa Maria della Carità (N.A. 1050)[33][3][4] o Scuola della Carità[35]o Scuola di Santa Maria della Carità[34]

### Giudecca

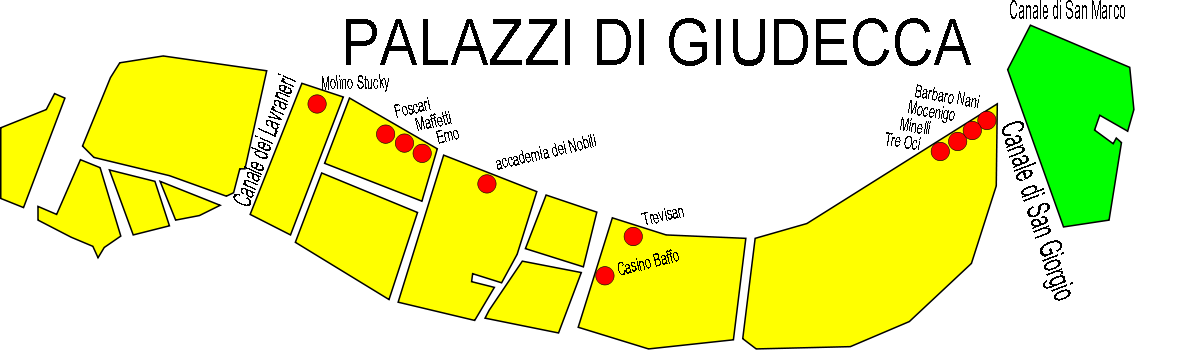
mappa

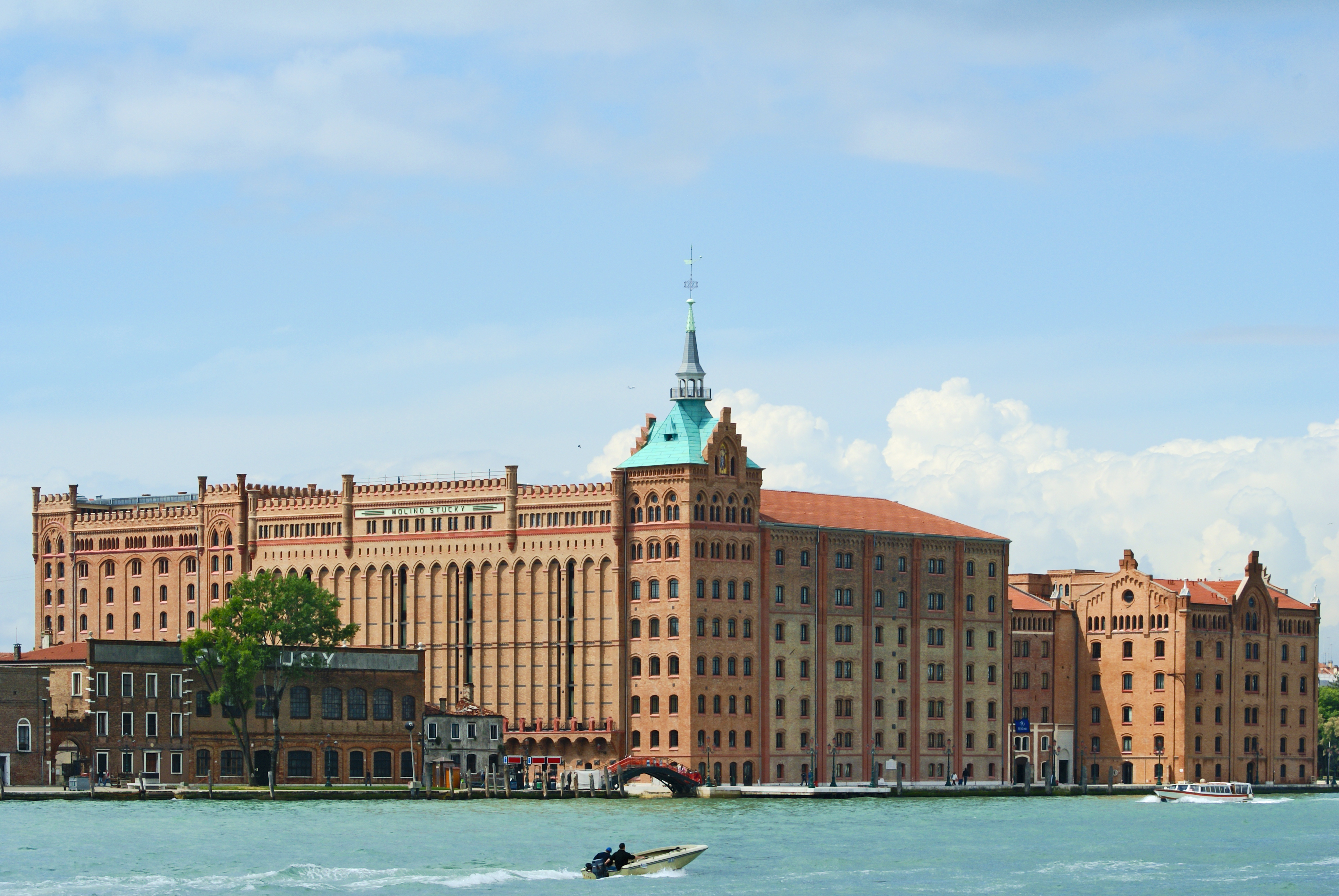
Il Molino Stucky

- Accademia dei Nobili (N.A. 607-608)[4],[2]o Palazzo dell'Accademia dei Nobili[3]
- Casa dei Tre Oci (N.A. 43)[3][2] o Casa De Maria[4]
- Casino Baffo (N.A. 254)[4][3]
- Molino Stucky (N.A. 810-820)[16] o Mulino Stucky[3][2] o Molino Stuky[4][3]
- Ex Ospizio di San Pietro (N.A. 322)[4]
- Ex Ospizio di Santa Maria della Presentazione (N.A. 32-34)[4][3]
- Fabbrica Herion (N.A. ?)
- Fabbrica Junghans (N.A. 494)
- Palazzo Barbaro Nani (N.A. 10)[4]
- Palazzo Emo (N.A. 761-777)[3]
- Palazzo Foscari (N.A. 795)[3] o Palazzetto Foscari[4]
- Palazzo Maffetti (N.A. 786)[3][4]
- Palazzetto Minelli (N.A. 50)[3]
- Palazzo Mocenigo (N.A. 20-21)[4][3][9]
- Rocca Bianca (N.A. 221)[3][2] o Palazzo Trevisan[4]
- Villa Herriot (N.A. 54n)[4]